# Oni (jeu vidéo)
Pour l’article homonyme, voir Oni.
ONI est un jeu vidéo d'action/aventure développé par Bungie Software et édité par Take-Two Interactive en 2001 sur Windows et PlayStation 2.

## Système de jeu
Le joueur incarne une héroïne capable de réaliser des attaques d'arts martiaux. Le jeu se déroule en missions selon la continuité du scénario, et le joueur doit utiliser les capacités martiales et des armes à feu futuristes pour éliminer ses ennemis. L'objectif en lui-même consiste généralement à se rendre d'un point à un autre en un seul morceau. Il est parfois nécessaire de protéger des personnes afin de bénéficier de leur aide, ou d'éliminer un boss afin de finir ou de continuer la mission.
Finalement, Oni s'apparente à un jeu de combat par son système complexe d'arts martiaux, mais avec une dynamique tout autre, notamment du fait que le déplacement est entièrement libre et les ennemis nombreux.

## Publicité
La publicité du jeu a été relayée dans les magazines par trois affiches successives :
- la première montrait des dents arrachées sur fond noir avec la mention « Problèmes dentaires ? » ;
- la seconde affichait un petit tas de cartouches gros calibre avec la mention « Manque de fer ? » ;
- l'annonce se terminait avec une affiche de l'héroïne armée jusqu'aux dents, et l'inscription « On va vous soigner ».

## Accueil
- Jeuxvideo.com : 17/20 (PC)[1] - 15/20 (PS2)[2]